# Dolmen von Lancy
Der Dolmen von Lancy (auch Dolmen de Vauluisant) liegt auf einer kleinen Lichtung, etwa 10 Meter vom Weg, im Wald von Lancy, dem zentralen Teil des Waldes von Vauluisant, etwa südwestlich von Saint-Maurice-aux-Riches-Hommes im äußersten Norden des Départements Yonne in Frankreich. Dolmen ist in Frankreich der Oberbegriff für neolithische Megalithanlagen aller Art (siehe: Französische Nomenklatur).

## Beschreibung
Der einfache Dolmen (französisch Dolmen simple) ist etwa 1,2 m hoch und 2,7 m lang. Er besteht aus einer Deckenplatte, die auf zwei Tragsteinen ruht. Er steht im Zentrum von neun Steinen. Der größte ist ein etwa 1,6 m hoher Menhir. Zwei auf dem Boden liegende Platten sind deutlich sichtbar. Es scheint der Überrest einer runden Hügeleinfassung zu sein, die den Dolmen umgab.
Er ist seit 1889 als Monument historique registriert.
In der Nähe liegen die Dolmen von Trainel.